# Richard Edward Taylor
Richard Edward Taylor (Medicine Hat, 2 de novembro de 1929 – Stanford, Califórnia, 22 de fevereiro de 2018) foi um físico canadense.
Recebeu o Nobel de Física de 1990, por investigações pioneiras referentes ao espalhamento inelástico de elétrons sobre prótons e sobre ligações de nêutrons, que foram essenciais para o desenvolvimento do modelo dos quarks na física de partículas.